# Palm Bay (Florida)
Palm Bay es una ciudad ubicada en el condado de Brevard en el estado estadounidense de Florida. En el Censo de 2010 tenía una población de 103.190 habitantes y una densidad poblacional de 578,77 personas por km².

## Geografía
Palm Bay se encuentra ubicada en las coordenadas 27°59′8″N 80°39′45″O / 27.98556, -80.66250. Según la Oficina del Censo de los Estados Unidos, Palm Bay tiene una superficie total de 178.29 km², de la cual 170.17 km² corresponden a tierra firme y (4.56%) 8.12 km² es agua.

## Demografía
Según el censo de 2010, había 103.190 personas residiendo en Palm Bay. La densidad de población era de 578,77 hab./km². De los 103.190 habitantes, Palm Bay estaba compuesto por el 72.94% blancos, el 17.9% eran afroamericanos, el 0.46% eran amerindios, el 1.79% eran asiáticos, el 0.06% eran isleños del Pacífico, el 3.28% eran de otras razas y el 3.57% pertenecían a dos o más razas. Del total de la población el 14.12% eran hispanos o latinos de cualquier raza.